# Abertura francesa
A  Abertura francesa é uma forma musical que foi amplamente utilizada no barroco. É composta de três partes: a primeira é lenta, freqüentemente com rítmos de uma semínima com dois pontos, seguida por uma semicolcheia, a segunda é rápida na forma de uma fuga e a terceira parte retorna no final.
Quando escrita para orquestra, a abertura Francesa é frequentemente orquestrada com trompetes e tímpanos e soa grandiosa. A forma era bastante apropriada para um período em que todas as orquestras eram de propriedade da realeza ou de outros aristocratas.
Seu nome é um reconhecimento da importância de Jean-Baptiste Lully, o compositor francês do barroco que a utilizava nas aberturas de suas óperas (tragédies en musique). Exemplos posteriores podem ser encontrados nos movimentos de abertura de cada uma das suites para orquestra de Johann Sebastian Bach e nas abertura de muitos oratórios de George Frideric Handel (inclusive O Messias). A 16ª variação das Variações Goldberg de Bach é uma abertura francesa em miniatura.
A abertura francesa não deve ser confundida com a abertura italiana uma estrutura de três partes rápido-lento-rápido.